# Jan Świtkowski
Jan Świtkowski (Lublin, 23 januari 1994) is een Poolse zwemmer.

## Carrière
Bij zijn internationale debuut, op de wereldkampioenschappen kortebaanzwemmen 2012 in Istanboel, werd Świtkowski uitgeschakeld in de halve finales van de 100 meter wisselslag en in de series van zowel de 200 als de 400 meter wisselslag.
Tijdens de wereldkampioenschappen zwemmen 2013 in Barcelona strandde de Pool in de series van zowel de 200 meter vrije slag als de 200 meter wisselslag, samen met Dawid Zielinski, Filip Bujoczek en Michał Poprawa werd hij uitgeschakeld in de series van de 4x200 meter vrije slag.
Op de Europese kampioenschappen zwemmen 2014 in Berlijn strandde Świtkowski in de series van zowel de 200 meter vrije slag als de 100 meter vlinderslag. Op de 4x200 meter vrije slag eindigde hij samen met Paweł Korzeniowski, Kacper Majchrzak en Dawid Zielinski op de achtste plaats.
In Kazan nam de Pool deel aan de wereldkampioenschappen zwemmen 2015. Op dit toernooi veroverde de Pool de bronzen medaille op de 200 meter vlinderslag, samen met Kacper Klich, Michał Domagala en Kacper Majchrzak eindigde hij als achtste op de 4x200 meter vrije slag.

## Internationale toernooien
| Jaar | Olympische Spelen | WK langebaan                                                  | WK kortebaan                                                | EK langebaan                                                  | EK kortebaan  |
| ---- | ----------------- | ------------------------------------------------------------- | ----------------------------------------------------------- | ------------------------------------------------------------- | ------------- |
| 2012 | geen deelname     |                                                               | 14e 100m wisselslag 11e 200m wisselslag 15e 400m wisselslag | geen deelname                                                 | geen deelname |
| 2013 |                   | 23e 200m vrije slag 30e 200m wisselslag 14e 4x200m vrije slag |                                                             |                                                               | geen deelname |
| 2014 |                   |                                                               | geen deelname                                               | 22e 200m vrije slag 28e 100m vlinderslag 8e 4x200m vrije slag |               |
| 2015 |                   | 200m vlinderslag · 8e 4x200m vrije slag                       |                                                             |                                                               | 2-6 december  |

## Persoonlijke records
Bijgewerkt tot en met 7 augustus 2015
Kortebaan
| Afstand          | Tijd    | Datum            | Plaats                  |
| ---------------- | ------- | ---------------- | ----------------------- |
| 200m vrije slag  | 1.44,14 | 21 december 2014 | Ostrowiec Świętokrzyski |
| 100m vlinderslag | 52,47   | 22 november 2014 | Poznań                  |
| 200m vlinderslag | 1.53,01 | 20 december 2014 | Ostrowiec Świętokrzyski |
| 200m wisselslag  | 1.53,64 | 18 december 2014 | Ostrowiec Świętokrzyski |

Langebaan
| Afstand          | Tijd    | Datum           | Plaats   |
| ---------------- | ------- | --------------- | -------- |
| 200m vrije slag  | 1.47,03 | 7 augustus 2015 | Kazan    |
| 100m vlinderslag | 52,99   | 30 mei 2015     | Szczecin |
| 200m vlinderslag | 1.54,10 | 5 augustus 2015 | Kazan    |
| 200m wisselslag  | 2.02,09 | 15 juni 2013    | Olsztyn  |